# Plongeon aux Jeux olympiques d'été de 2012 – Tremplin à 3 mètres synchronisé hommes
Navigation
Pékin 2008 Rio de Janeiro 2016
L'épreuve du tremplin à 3 mètres synchronisé hommes des Jeux olympiques d'été de 2012 a eu lieu le 1er août au London Aquatics Centre.

## Médaillés
| Or                       | Argent                                   | Bronze                                |
| Chine Luo Yutong Qin Kai | Russie Ilia Zakharov Ievgueni Kouznetsov | États-Unis Troy Dumais Kristian Ipsen |

## Qualification
Pour cette épreuve, les qualifiés sont les trois premières équipes de cette épreuve lors des championnats du monde 2011, les quatre premières équipes de cette épreuve lors de la coupe du monde 2012 et le pays hôte (la Grande-Bretagne). Chaque nation qualifiée a le droit d'inscrire une seule équipe.

## Format de la compétition
L'épreuve a lieu en une finale unique avec huit équipes participantes qui font chacune cinq plongeons. Un tirage au sort est fait à l'avance pour décider de l'ordre dans lequel les équipes exécuteront les plongeons. Un panel de 11 juges évalue chaque plongeon en donnant une note sur 10. À la fin de l'épreuve, l'équipe avec le meilleur score gagne.

## Résultats (1eraoût à 15 h)
| Rang                                | Nation                                              | Plongeons | Plongeons | Plongeons | Plongeons | Plongeons | Plongeons | Total  |
| Rang                                | Nation                                              | 1         | 2         | 3         | 4         | 5         | 6         | Total  |
| ----------------------------------- | --------------------------------------------------- | --------- | --------- | --------- | --------- | --------- | --------- | ------ |
| Médaille d'or, Jeux olympiques      | Chine Luo Yutong Qin Kai                            | 56.40     | 52.20     | 85.68     | 88.74     | 104.88    | 89.10     | 477.00 |
| Médaille d'argent, Jeux olympiques  | Russie Ilia Zakharov Evgeny Kuznetsov               | 54.00     | 51.60     | 84.66     | 79.80     | 89.25     | 100.32    | 459.63 |
| Médaille de bronze, Jeux olympiques | États-Unis Troy Dumais Kristian Ipsen               | 51.60     | 53.40     | 80.91     | 90.09     | 84.00     | 86.70     | 446.70 |
| 4                                   | Ukraine Oleksiy Pryhorov Illya Kvasha               | 51.00     | 51.00     | 83.64     | 87.78     | 81.60     | 79.20     | 434.22 |
| 5                                   | Grande-Bretagne Chris Mears Nicholas Robinson-Baker | 52.20     | 52.20     | 77.22     | 78.54     | 84.66     | 87.78     | 432.60 |
| 6                                   | Canada Alexandre Despatie Reuben Ross               | 54.00     | 50.40     | 72.00     | 82.62     | 80.19     | 82.62     | 421.83 |
| 7                                   | Mexique Yahel Castillo Julián Sánchez               | 54.60     | 50.40     | 86.70     | 79.18     | 65.10     | 78.54     | 415.14 |
| 8                                   | Malaisie Huang Qiang Bryan Lomas                    | 52.80     | 52.20     | 78.12     | 80.19     | 63.24     | 78.54     | 405.09 |